# Dlhé Bystré pleso
Dlhé Bystré pleso je jezero ve skupině Bystrých ples v Bystré dolině v Západních Tatrách na Slovensku. Má rozlohu 0,2595 ha a je 90 m dlouhé a 35 m široké. Dosahuje maximální hloubky 5 m a objemu 4485 m³. Leží v nadmořské výšce 1879 m.

## Okolí
Nachází se v horním kotli Bystré doliny u úpatí nejvyšší hory Západních Tater Bystré. Ve stejném kotli na severozápad od něj se nacházejí i Veľké a Malé Bystré pleso.

## Vodní režim
Pleso nemá povrchový přítok ani odtok. Náleží k povodí Váhu. Rozměry jezera v průběhu času zachycuje tabulka:
| Rok   | Měření prováděl       | Rozloha ha | Délka m | Šířka m | Hloubka max.m | Objem m³ |
| ----- | --------------------- | ---------- | ------- | ------- | ------------- | -------- |
| [ 2 ] | československá měření | 0,26       | 90      | 35      | 5,0           | [ 3 ]    |
| 2005  | Gregor, Pacl          | 0,2595     | [ 3 ]   | [ 3 ]   | 4,2           | 4485     |

## Přístup
Pleso není veřejnosti přístupné.